# Зелёная Дубрава (Орловская область)
Зелёная Дубрава — упразднённый посёлок в Дмитровском районе Орловской области России. Входил в состав Лубянского сельского поселения. Упразднён в 2004 году.

## География
Посёлок располагался в юго-западной части Орловской области, на границе с Брянской областью, в лесостепной зоне, в пределах центральной части Среднерусской возвышенности, в истоке реки Швикла, на расстоянии примерно 2,5 километра (по прямой) к северо-западу от села Лубянки.

### Климат
Климат умеренно континентальный, с умеренно холодной продолжительной зимой и тёплым летом. Среднегодовая температура воздуха — 4,9 °C. Средняя температура воздуха самого холодного месяца (января) — −9,7 °C; самого тёплого месяца (июля) — 19 °C. Среднегодовое количество атмосферных осадков составляет 565 мм, из которых большая часть выпадает в тёплый период. Снежный покров держится в течение 126 дней.

## История
Постановлением Орловской областной думы от 15 октября 2004 года № 32/645-ОС посёлок Зелёная Дубрава исключён из учётных данных.

## Население
Согласно результатам переписи 2002 года в посёлке отсутствовало постоянное население.